# تاواراموتو، نارا
تاواراموتو، نارا (به لاتین: Tawaramoto, Nara) یک منطقهٔ مسکونی در ژاپن است که در استان نارا واقع شده‌است. تاواراموتو ۳۲٬۵۹۵ نفر جمعیت دارد.